# باربرا مورغان (رسامة)
باربرا مورغان (بالإنجليزية: Barbara Morgan)‏ هي رسامة ومصورة أمريكية، ولدت في 8 يوليو 1900 في بوفالو في الولايات المتحدة، وتوفيت في 17 أغسطس 1992 في سليبي هالو في الولايات المتحدة.